# Quận Burke, North Dakota
Quận Burke là một quận nằm ở tiểu bang Bắc Dakota. Tại thời điểm năm 2000, quận có dân số 2.242 người. Quận lỵ đóng ở Bowbells.6

## Địa lý
Theo Cục điều tra dân số Hoa Kỳ, quận có tổng diện tích 1,129 dặm Anh vuông (2.925 km²), trong đó, 1,104 dặm Anh vuông (2.858 km²) là diện tích đất và 26 dặm Anh vuông (67 km²) trong tổng diện tích (2.28%) là diện tích mặt nước.

### Các thị trấn
| - Battleview - Bowbells - Carter - Clayton - Cleary - Colville - Dale - Dimond - Fay - Foothills | - Forthun - Garness - Harmonious - Kandiyohi - Keller - Lakeview - Leaf Mountain - Lucy - Minnesota - North Star | - Portal - Richland - Roseland - Short Creek - Soo - Thorson - Vale - Vanville - Ward |

## Thông tin nhân khẩu
Theo kết quả điều tra dân số năm 2000 của Cục điều tra dân số Hoa Kỳ, quận này có 2.242 người, 1.013 hộ, và 680 gia đình sinh sống trong quận này. Mật độ dân số là 2,0 người trên mỗi dặm Anh vuông (0,8/km²). Đã có 1,412 đơn vị nhà ở với một mật độ bình quân là 1,3 trên mỗi dặm Anh vuông (0,5/km²). Cơ cấu chủng tộc của dân cư sinh sống tại quận này gồm 99,24% người da trắng, 0,13% người da đen hoặc người Mỹ gốc Phi, 0,22% người thổ dân châu Mỹ, 0,13% người gốc châu Á, 0,04% từ các chủng tộc khác, và 0,22% từ hai hay nhiều chủng tộc. 0,36% dân số là người Hispanic hoặc người Latin thuộc bất cứ chủng tộc nào. 52,4% were of người Na Uy, 18,4% người Đức và 7,4% Swedish theo kết quả điều tra dân số năm 2000.
Có 1,013 hộ trong đó có 23,00% có con cái dưới tuổi 18 sống chung với họ, 58,20% là những cặp kết hôn sinh sống với nhau, 5,30% có một chủ hộ là nữ không có chồng sống cùng, và 32,80% là không gia đình. 31,60% trong tất cả các hộ gồm các cá nhân và 17,60% có người sinh sống một mình và có độ tuổi 65 tuổi hay già hơn. Quy mô trung bình của hộ là 2,21 còn quy mô trung bình của gia đình là 2,77,
Cơ cấu độ tuổi dân số như sau: 20,80% dưới độ tuổi 18, 3,50% từ 18 đến 24, 22,30% từ 25 đến 44, 28,30% từ 45 đến 64, và 25,10% người có độ tuổi 65 tuổi hay già hơn. Độ tuổi trung bình là 48 tuổi. Cứ mỗi 100 nữ giới thì có 101,60 nam giới. Cứ mỗi 100 nữ giới có độ tuổi 18 và lớn hơn thì, có 103,80 nam giới.
Thu nhập bình quân của một hộ ở quận này là $25.330, và thu nhập bình quân của một gia đình ở quận này là $31.384, Nam giới có thu nhập bình quân $28.164 so với mức thu nhập $16.382 đối với nữ giới. Thu nhập bình quân đầu người của quận là $14.026, Khoảng 11,70% gia đình và 15,40% dân số sống dưới ngưỡng nghèo, bao gồm 17,20% những người có độ tuổi 18 và 16,50% là những người 65 tuổi hoặc già hơn.

## Các thành phố
- Bowbells
- Columbus
- Flaxton
- Lignite
- Portal